# Sliven (província)
Sliven (búlgaro: Сливен) é um distrito da Bulgária. Sua capital é a cidade de Sliven.

## Municípios
| Nome        | População (censo 2001) |
| ----------- | ---------------------- |
| Kotel       | 21.645                 |
| Nova Zagora | 45.754                 |
| Sliven      | 136.148                |
| Tvărdica    | 14.927                 |